# Centrale termoelettrica di Vado Ligure
La centrale termoelettrica di Vado Ligure è un impianto a ciclo combinato gestita da Tirreno Power alimentato unicamente a gas naturale.

## Storia
Realizzata dall'Enel tra la fine degli anni '60 e i primi anni '70 tra Vado Ligure e Quiliano, fu inizialmente dotata di quattro sezioni termoelettriche a vapore da 330 MW denominate Sezioni 1,2,3,4  alimentate ad olio combustibile e carbone, trasportato tramite navi carboniere, scaricato dal molo a loro dedicato e trasferito per mezzo di un nastro trasportatore attraverso un carbodotto (conosciuto localmente come "tubo blu") per essere quindi stoccato nel parco carbonile (mai coperto).
Nel 2003 la centrale di Vado viene acquistata da Tirreno Power iniziando la trasformazione a ciclo combinato.
Tra il 2005 e il 2007 viene costruita ed entra in servizio la Sezione 5, ossia l’unità da 790 MW a ciclo combinato alimentata a gas naturale e dotata di due turbine a gas e una turbina a vapore di tipo tradizionale.
Nel 2016, la proprietà decide di fermare definitivamente le ultime due unità produttive a carbone e di avviare, sulle aree ad esse precedentemente destinate, un'iniziativa di reindustrializzazione con alienazioni e cessioni delle aree dismesse che, dopo il dissequestro vede, nel 2020, lo smontaggio del carbodotto e  su una parte di queste, il nuovo casello autostradale di Bossarino per i mezzi pesanti diretti alla piattaforma multifunzionale del porto.